# آنی پاتس
 آنی پاتس (انگلیسی: Annie Potts؛ زادهٔ ۲۸ اکتبر ۱۹۵۲) یک هنرپیشه اهل ایالات متحده آمریکا است. وی از سال ۱۹۷۶ میلادی تاکنون مشغول فعالیت بوده‌است.

## فیلم‌شناسی
از فیلم‌ها یا برنامه‌های تلویزیونی که وی در آن نقش داشته‌است می‌توان به شکارچیان روح، داستان اسباب‌بازی، پروژه پنج، الویس ساختمان را ترک کرد، پادشاه کولی‌ها، قانون‌شکنی، زیبا در لباس صورتی و نقش شارون فاستر در سریال پرورشگاهی‌ها (۲۰۱۳-اکنون) اشاره کرد.